# اشکان، انگشتر متبرک و چند داستان دیگر
اشکان، انگشتر متبرک و چند داستان دیگر فیلمی در سبک کمدی سیاه-جنایی، به کارگردانی و نویسندگی شهرام مکری ساختهٔ سال ۱۳۸۶ است. این فیلم پس از ۸ سال به نمایش در نیامدن، در تیرماه سال ۱۳۹۴ توسط گروه هنر و تجربه به اکران عمومی رسید.

## خلاصه داستان
اشکان (سینا رازانی) مستخدم هتلی است که تمام اعضای خانوادهٔ او خودکشی‌هایی موفق داشته‌اند و او هر بار در اقدام به خودکشی ناموفق بوده‌است. اشکان تصمیم می‌گیرد که در همکاری با دو مرد نابینا به سرقت یک جواهرفروشی برود، اما نقشهٔ آن‌ها برخلاف اصول پیش می‌رود و پایان هر چیز را تصادف‌ها رقم می‌زند.

## بازیگران
- سعید ابراهیمی‌فر در نقش رضا (مرد نابینا)
- سینا رازانی در نقش اشکان
- هوتن مکری در نقش شهروز (مرد نابینا)
- علی سرابی در نقش آدم‌کش
- سیامک صفری در نقش آدم‌کش
- رضا بهبودی در نقش سروان
- پگاه طبسی نژاد در نقش منشی مال‌خر
- صدف احمدی در نقش شقایق اثباتی، دانشجوی پزشکی
- هوشنگ قوانلو در نقش مال‌خر
- علا محسنی در نقش روان‌شناس
- بهاران بنی‌احمدی در نقش هم‌کلاسی شقایق[۲]
- امیرحسین آسانی در نقش دلال هنری
- حسین فرضی‌زاده در نقش سرباز
- مهدی پاک نژاد در نقش پسر مال‌خر
- حیدر زرقومی در نقش همکار سروان
- حمید مقدم در نقش استاد دانشگاه
- پژمان فیروزمند در نقش مجسمه‌ساز
- الهام حاج‌اسدالله در نقش منشی شرکت
- محمود پوربخشی در نقش پا روغنی
- سمانه زندی نژاد در نقش صندوقدار فروشگاه
- علی امجدیان در نقش جواهرفروش
- الهام زارع‌نژاد
- علی ترابی